# فلفل سرانو
فلفل سرانو (انگلیسی: Serrano pepper) نوعی فلفل تند از گونه فلفل گلدانی است که خاستگاه آن مناطق کوهستانی پوئبلا و ایدالگو در مکزیک است. تندی این فلفل در مقیاس اسکویل بین ۱۰٬۰۰۰ تا ۲۵٬۰۰۰ است. نام این فلفل برگرفته از کوه‌های سیرا در این مناطق است. از این فلفل عموماً برای تهیه سس‌های تند استفاده می‌شود و تندی آن بیشتر از هالاپینو است. سرانو دومین فلفل تند پر مصرف در آشپزی مکزیکی است و ایالت‌های وراکروز، سینالوآ، نایاریت و تامائولیپاس هر سال ۱۸۰٬۰۰۰ تن از آن را تولید می‌کنند.